# Lleonard II d'Alagó i Arborea
Lleonard II d'Alagó i Arborea (Oristany, 1436- 1494, Xàtiva, Regne de Valencia) fou un noble sard d'origen català, dels Alagó.
Era nebot de Lleonard I d'Alagó i Arborea. Va tenir un fill, Artal d'Alagó i Arborea, i una filla, Eleonora, a qui no va permetre casar-se amb el virrei Nicolau Carròs d'Arborea i de Mur, i la ofensa va provocar repressió i la conseqüent revoltà contra el virrei el 1470, a qui va vèncer a la batalla d'Uras.
El 12 de juliol de 1473 fou confirmat com marquès d'Oristany, però Carròs d'Arborea li segrestà els béns a Càller i ell s'hi encaminà en to de guerra, prenent el castell de Monreale i altres terres reials i pretenia casar-se amb la filla del comte de Modica, de manera que el virrei va anar a Barcelona acusant Lleonard II de revoltar l'illa contra el rei i obtingué la sentència de mort i la confiscació de béns el 15 d'octubre de 1477.
Els revoltats van atacar el 1478 el Logudor però no aconseguiren prendre el castell d'Ardara i foren vençuts per Angelo Marongio a Mores. El rei envià tropes a Sardenya, on els revoltats foren vençuts a la batalla de Macomer el 1478 i traït en la fugida, capturat en alta mar, fou dut a València i més tard al Castell de Xàtiva, on va morir. Els seus títols passaren a la corona.